# Carcedo de Bureba
Carcedo de Bureba est une commune d'Espagne dans la communauté autonome de Castille-et-León, province de Burgos. Elle s'étend sur 42,66 km2 et comptait environ 51 habitants en 2011.